# هال بويل
هال بويل (بالإنجليزية: Hal Boyle)‏ هو صحفي أمريكي، ولد في 1911، وتوفي في 1974.